# Bernard Bernard (lutte)
Pour l’article homonyme, voir Bernard Bernard.
Bernard Bernard, né le 5 février 1890 à Tottenham et mort le 15 juillet 1975 à Guadalajara (Mexique), est un lutteur britannique, spécialiste de lutte libre.

## Palmarès
- Jeux olympiques de 1920 à Anvers (Belgique)
  -  Médaille de bronze dans la catégorie poids plumes.